# Słobódka Podlesowiecka
Słobódka Podlesowiecka (ukr. Слобода-Підлісівська) – wieś na Ukrainie, w obwodzie winnickim, w rejonie jampolskim.
W czasach Rzeczypospolitej wieś leżała w województwie bracławskim. Odpadła od Polski w wyniku II rozbioru.